# Guido del Giudice

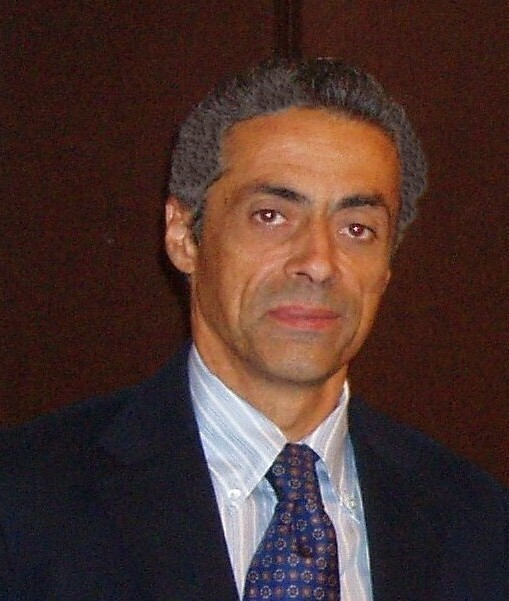
Guido del Giudice

Guido del Giudice (14 de agosto de 1957) es un filósofo y escritor italiano.Es uno de los más profundos conocedores de la vida y la obra de Giordano Bruno. 

## Biografía
Guido del Giudice nació y vive en Nápoles, Italia. En 1982 se graduó como Doctor en medicina, egresando de la Universidad de Nápoles "Federico II", pero continuó cultivando su obra literaria y los estudios filosóficos, convirtiéndose en uno de los mejores expertos del mundo en el filósofo Giordano Bruno. Dedicó al filósofo Nolano gran cantidad de ensayos y traducciones. En el 2008 recibió de la Academia Internacional Partenopea "Federico II", el Premio Internacional de Giordano Bruno, ocupando el lugar número 1 por su libro "La disputa di Cambrai." (La disputa de Cambrai), en la categoría "mejor obra dedicada al filósofo".

## Obras
- "WWW Giordano Bruno" (2001), Publicado por Marotta & Cafiero, Nápoles;
- "La conciliación de los opuestos. Giordano Bruno entre Oriente y Occidente."(2005) Publicado por Di Renzo Editore, Roma; En la Segunda Edición incluyó el ensayo “Bruno, Rabelais y Apolonio de Tiana” (2006) Publicado por Di Renzo Editore, Roma;
- "Due Orazioni. Oratio Valedictoria e Oratio consolatoria" (Dos Oraciones. Oración Valedictoria Y Oración consoladora), (2007) Publicado por Di Renzo Editore, Roma;
- "La disputa di Cambrai. Camoeracensis acrotismus." (2008) Publicado por Di Renzo Editore, Roma;
- "Il Dio dei Geometri - quattro dialoghi". (2009) Publicado por Di Renzo Editore, Roma;
- "Somma dei termini metafisici", con il saggio: "Bruno in Svizzera, tra alchimisti e Rosacroce". (2010) Publicado por Di Renzo Editore, Roma;
- "Io dirò la verità. Intervista a Giordano Bruno". (2012) Publicado por Di Renzo Editore, Roma.
- "Contro i matematici", (2014) Publicado por Di Renzo Editore, Roma.
- "Giordano Bruno. El profeta del universo infinito", (2020) Publicado por Amazon.
- "Giordano Bruno. Epistole latine",(2017) Publicado por Fondazione Mario Luzi, Roma.
- "Giordano Bruno. Scintille d'infinito",(2020) Publicado por Di Renzo Editore, Roma.
- "Giordano Bruno. Candelaio",(2022) Publicado por Di Renzo Editore, Roma.

## Críticas
- Revista de prensas
- Crítica de "La disputa di Cambrai"